# Hypercompsa fieberi
Hypercompsa fieberi är en kackerlacksart som först beskrevs av Brunner von Wattenwyl 1865.  Hypercompsa fieberi ingår i släktet Hypercompsa och familjen Polyphagidae. Inga underarter finns listade i Catalogue of Life.